# Copa Chile 1960
Copa Chile 1960 var den tredje upplagan av Copa Chile och hette officiellt "Copa Preparación". Turneringen bestod av lag från den högsta och näst högsta divisionen samt ett stadslag från Ovalle. Turneringen vanns till slut av Deportes La Serena. Copa Chile 1960 bestod av totalt 27 lag, som delades in i nio grupper med tre lag i varje grupp. Gruppvinnarna i grupp 1 till 7 gick vidare till kvartsfinal. Gruppvinnarna i grupp 8 och 9 möttes i ett playoff för att avgöra det åttonde laget i kvartsfinalerna. Därefter spelades kvartsfinalerna som enkelmatcher, där de fyra vinnarna gick vidare till semifinal, som spelades på samma sätt tills de två vinnarna i semifinalerna möttes i finalen.

## Gruppspel

### Grupp 1
| Plac. | Lag                | S | V | O | F | GM | IM | MSK | Poäng |
| ----- | ------------------ | - | - | - | - | -- | -- | --- | ----- |
| 1     | Deportes La Serena | 2 | 2 | 0 | 0 | 8  | 1  | +7  | 4     |
| 2     | Coquimbo Unido     | 2 | 1 | 0 | 1 | 2  | 3  | -1  | 2     |
| 3     | Ovalles stadslag   | 2 | 0 | 0 | 2 | 2  | 8  | -6  | 0     |

### Grupp 2
| Plac. | Lag                | S | V | O | F | GM | IM | MSK | Poäng |
| ----- | ------------------ | - | - | - | - | -- | -- | --- | ----- |
| 1     | Santiago Wanderers | 2 | 2 | 0 | 0 | 6  | 1  | +5  | 4     |
| 2     | Trasandino         | 2 | 0 | 1 | 1 | 2  | 4  | -2  | 1     |
| 3     | San Luis           | 2 | 0 | 1 | 1 | 3  | 6  | -3  | 1     |

### Grupp 3
| Plac. | Lag              | S | V | O | F | GM | IM | MSK | Poäng |
| ----- | ---------------- | - | - | - | - | -- | -- | --- | ----- |
| 1     | Unión La Calera  | 2 | 2 | 0 | 0 | 5  | 2  | +3  | 4     |
| 2     | Everton          | 2 | 1 | 0 | 1 | 2  | 3  | -1  | 2     |
| 3     | Unión San Felipe | 2 | 0 | 0 | 2 | 3  | 5  | -2  | 0     |

### Grupp 4
| Plac. | Lag                  | S | V | O | F | GM | IM | MSK | Poäng |
| ----- | -------------------- | - | - | - | - | -- | -- | --- | ----- |
| 1     | Universidad de Chile | 2 | 1 | 1 | 0 | 3  | 2  | +1  | 3     |
| 2     | Santiago Morning     | 2 | 1 | 0 | 1 | 3  | 2  | +1  | 2     |
| 3     | Magallanes           | 2 | 0 | 1 | 1 | 1  | 3  | -2  | 1     |

### Grupp 5
| Plac. | Lag                  | S | V | O | F | GM | IM | MSK | Poäng |
| ----- | -------------------- | - | - | - | - | -- | -- | --- | ----- |
| 1     | Universidad Católica | 2 | 2 | 0 | 0 | 4  | 2  | +2  | 4     |
| 2     | Green Cross          | 2 | 1 | 0 | 1 | 4  | 4  | ±0  | 2     |
| 3     | Colo-Colo            | 2 | 0 | 0 | 2 | 3  | 5  | -2  | 0     |

### Grupp 6
| Plac. | Lag            | S | V | O | F | GM | IM | MSK | Poäng |
| ----- | -------------- | - | - | - | - | -- | -- | --- | ----- |
| 1     | Audax Italiano | 2 | 2 | 0 | 0 | 10 | 3  | +7  | 4     |
| 2     | Ferrobádminton | 2 | 1 | 0 | 1 | 5  | 4  | +1  | 2     |
| 3     | UTE            | 2 | 0 | 0 | 2 | 0  | 8  | -8  | 0     |

### Grupp 7
| Plac. | Lag            | S | V | O | F | GM | IM | MSK | Poäng |
| ----- | -------------- | - | - | - | - | -- | -- | --- | ----- |
| 1     | Unión Española | 2 | 1 | 1 | 0 | 4  | 3  | +1  | 3     |
| 2     | Palestino      | 2 | 0 | 2 | 0 | 1  | 1  | ±0  | 2     |
| 3     | Iberia         | 2 | 0 | 1 | 1 | 2  | 3  | -1  | 1     |

### Grupp 8
| Plac. | Lag                  | S | V | O | F | GM | IM | MSK | Poäng |
| ----- | -------------------- | - | - | - | - | -- | -- | --- | ----- |
| 1     | Colchagua            | 2 | 2 | 0 | 0 | 5  | 2  | +3  | 4     |
| 2     | O'Higgins            | 2 | 1 | 0 | 1 | 3  | 1  | +2  | 2     |
| 3     | San Bernardo Central | 2 | 0 | 0 | 2 | 2  | 7  | -5  | 0     |

### Grupp 9
| Plac. | Lag      | S | V | O | F | GM | IM | MSK | Poäng |
| ----- | -------- | - | - | - | - | -- | -- | --- | ----- |
| 1     | Ñublense | 2 | 2 | 0 | 0 | 5  | 2  | +3  | 4     |
| 2     | Rangers  | 2 | 1 | 0 | 1 | 5  | 3  | +2  | 2     |
| 3     | Alianza  | 2 | 0 | 0 | 2 | 0  | 5  | -5  | 0     |